# Jyderup
Jyderup är en ort på Själland i Danmark.   Den ligger i Holbæks kommun och Region Själland, i den östra delen av landet, 70 km väster om Köpenhamn. Jyderup ligger 28 meter över havet och antalet invånare är 4 323.  Närmaste större samhälle är Holbæk, 19 km öster om Jyderup. Trakten runt Jyderup består till största delen av jordbruksmark.
Jyderup har en järnvägsstation på Nordvestbanen mellan Köpenhamn och Kalundborg. Innan kommunreformen 2007 var Jyderup centralort i Tornveds kommun.